# Бульвар Капуцинок
Бульвар Капуцинок  (фр. Boulevard des Capucines) — бульвар у II-му окрузі Парижа, названий на честь жіночого монастиря капуцинок.
Будинок № 35 — студія фотографа Надара. Тут у квітні 1874 року пройшла перша виставка імпресіоністів.
Будинок № 28 — концертна зала «Олімпія», найстаріша з нині чинних концертних зал Парижа й одна з найпопулярніших у світі.
28 грудня 1895 року на бульварі Капуцинок в підвалі «Ґран-кафе» відбувся перший платний кіносеанс братів Люм'єрів.

## Галерея

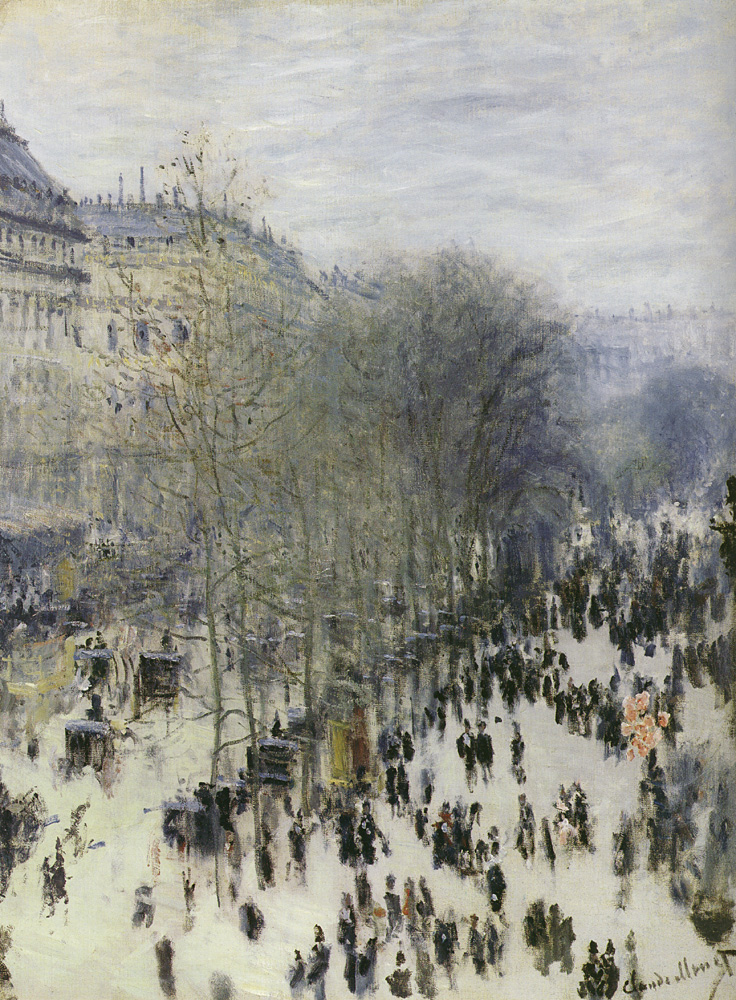
«Бульвар Капуцинок», Клод Моне, 1873, Музей мистецтв Нельсона-Аткінса
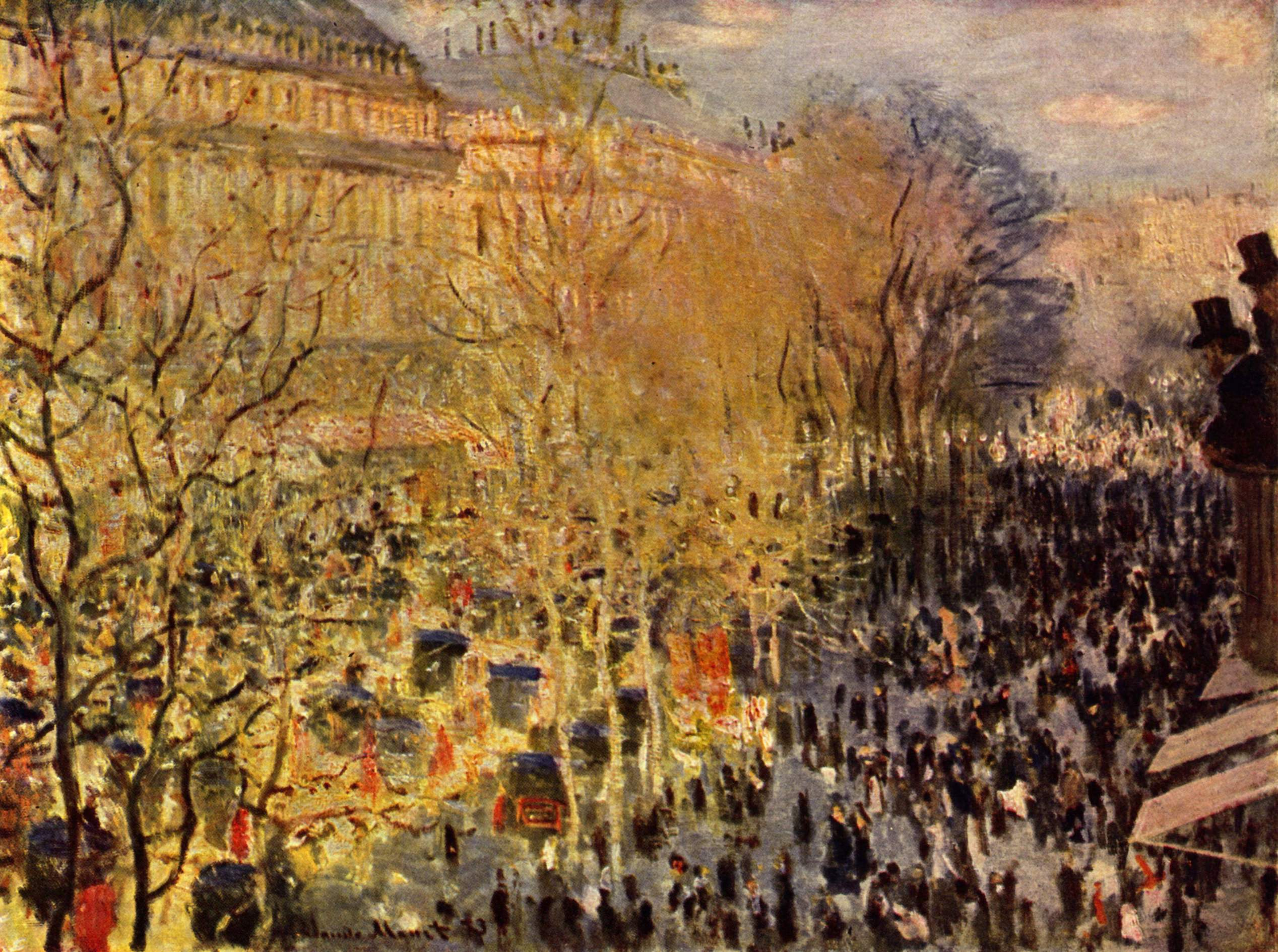
«Бульвар Капуцинок в Парижі», Клод Моне, 1873, Пушкінський музей
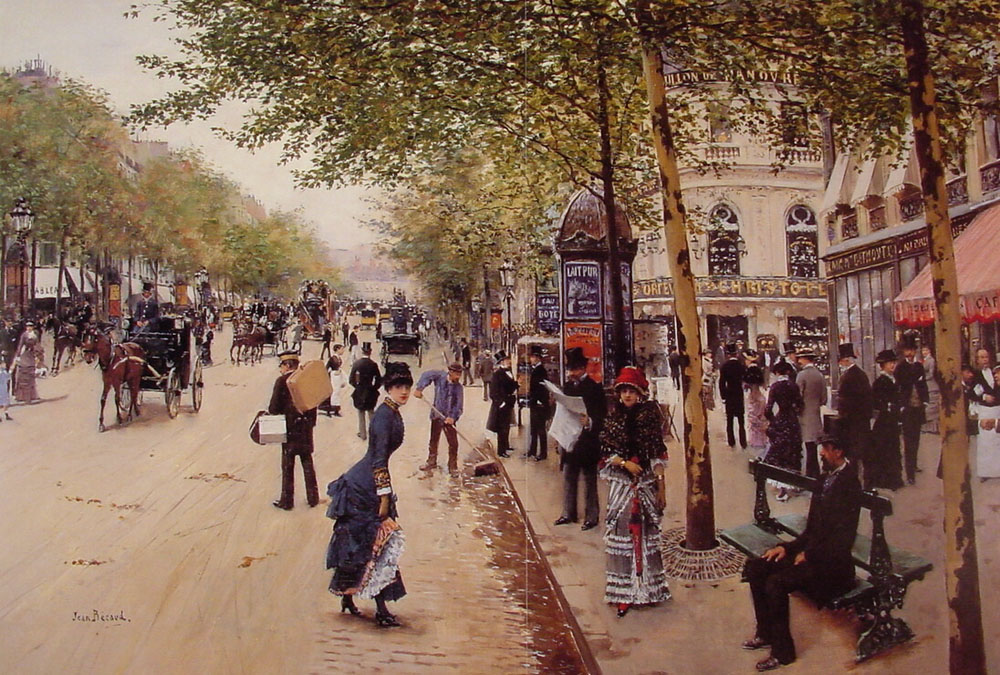
«Бульвар Капуцинок», Жан Беро, приватна колекція
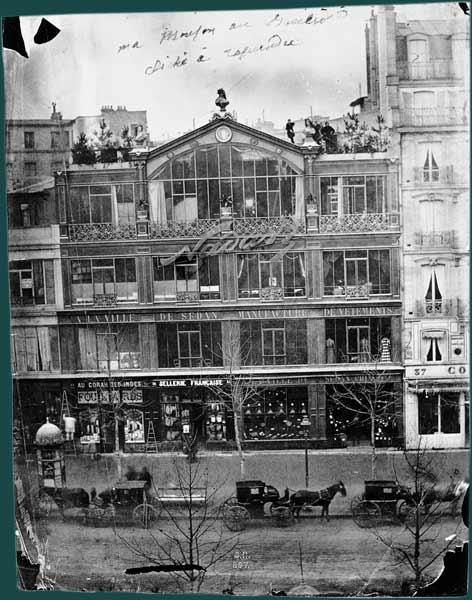
Будинок № 35 по бульвару Капуцинок — студія фотографа Надара
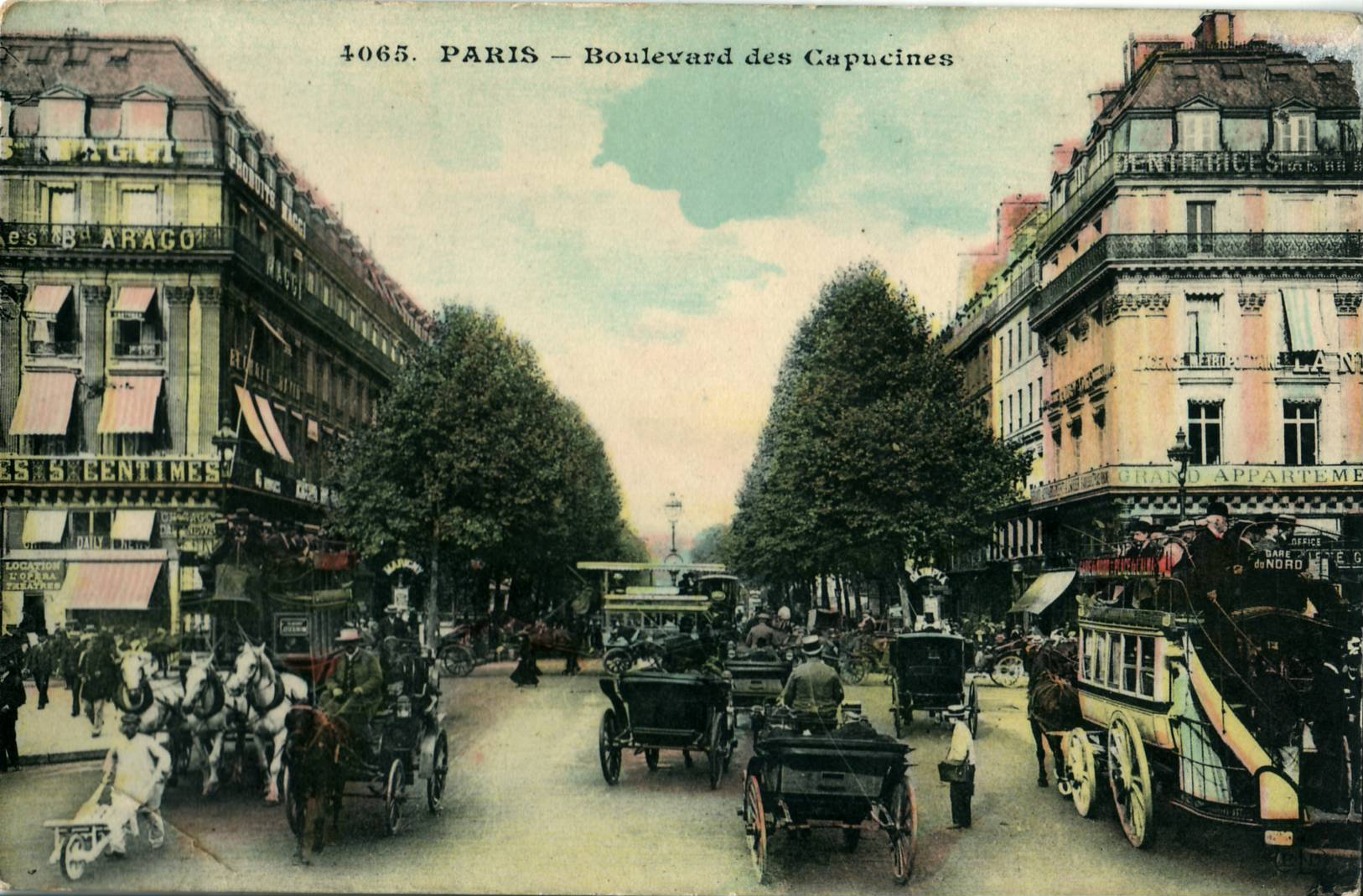